# Stawiany (gromada)
Stawiany – dawna gromada, czyli najmniejsza jednostka podziału terytorialnego Polskiej Rzeczypospolitej Ludowej w latach 1954–1972.
Gromady, z gromadzkimi radami narodowymi (GRN) jako organami władzy najniższego stopnia na wsi, funkcjonowały od reformy reorganizującej administrację wiejską przeprowadzonej jesienią 1954 do momentu ich zniesienia z dniem 1 stycznia 1973, tym samym wypierając organizację gminną w latach 1954–1972.
Gromadę Stawiany z siedzibą GRN w Stawianach utworzono – jako jedną z 8759 gromad na obszarze Polski – w powiecie pińczowskim w woj. kieleckim, na mocy uchwały nr 13h/54 WRN w Kielcach z dnia 29 września 1954. W skład jednostki weszły obszary dotychczasowych gromad Gartatowice, Stawiany i Samostrzałów ze zniesionej gminy Kliszów w tymże powiecie oraz Żydówek i Wola Żydowska ze zniesionej gminy Chmielnik w powiecie buskim. Dla gromady ustalono 18 członków gromadzkiej rady narodowej.
29 lutego 1956 z gromady Stawiany wyłączono oddziały Nr. Nr. 175–188 i 197–202 nadleśnictwa Chmielnik włączając je do gromady Przededworze w powiecie chmielnickim w tymże województwie.
Gromada przetrwała do końca 1972 roku, czyli do kolejnej reformy gminnej.